# Luson
Luson (Lüsen in tedesco, Lujon in ladino) è un comune italiano di 1 591 abitanti della provincia autonoma di Bolzano in Trentino-Alto Adige.

## Geografia fisica
Il comune è compreso nella valle del rio Luson, che ha una particolare forma a mezza luna, che abbraccia il massiccio della Plose, terminando con il Sass de Putia. A nord-est il territorio del comune è costeggiato dalla catena dell'alpe di Rodengo, che lo separa dalla val Pusteria.
Il paese, che viene documentato storicamente per la prima volta nell'893 come Lusina, consiste di ben sette località, che sono situate quasi sempre sul lato destro della Valle di Luson, nelle montagne che portano lo stesso nome.
Le frazioni di Croce, Masi e Monte sono poste nella parte anteriore della valle, quelle di Valletta e Pezzè nella posteriore, mentre il villaggio di Luson e la frazione di Ronco si trovano nel punto centrale del comune, su di un grande conoide alluvionale.
Circa tre quarti del territorio comunale sono occupati da estesi pascoli alpini e superfici boschive.

## Origini del nome
Il toponimo è attestato come Lusina nell'893, come Lusena nel 1142 e come Lysen nel 1265 e probabilmente ha un'origine preromana.
L'origine del nome di "Luson" non può oggi essere stabilita con chiarezza, ma è da accettare la modifica nel tempo delle parole dell'alto tedesco antico "Lase" (strisce) e "Ache" (fiume), dalla cui combinazione tematica di "Lasache" potrebbe essere derivata nella lingua parlata l'odierna denominazione di Luson.

## Storia
Il piccolo insediamento fu donato da re Arnolfo di Carinzia nell'893 ai vescovi di Bressanone. Durante il Medioevo esso era luogo giurisdizionale episcopale. A Luson il ladino era parlato e conosciuto da parte della popolazione ancora alla fine del seicento e si è estinto definitivamente intorno alla metà del settecento.

### Stemma
Lo stemma ritrae un cavaliere con armatura, a viso aperto con pennacchio e lancia in resta su un cavallo rivoltato a sinistra, entrambi di colore argento su sfondo rosso. Lo stemma, adottato nel 1967, riprende un motivo usato dall'amministrazione dei vescovi di Bressanone dal 1607.

## Monumenti e luoghi d'interesse
- Chiesa di San Giorgio, parrocchiale del 1502
- Cappella di San Kilian (XV secolo)
- Antico santuario pagano di San Nicolò a Peterschied, con sorgenti sacre e curative (leggende del sacrificio del toro)
- Residenza Moar (ted. Mayrhofen), fino ad alcuni anni fa il più grande maso nei dintorni

## Società

### Ripartizione linguistica
La sua popolazione è per la quasi sua totalità di madrelingua tedesca:
| %      | Ripartizione linguistica (gruppi principali) |
| ------ | -------------------------------------------- |
| 97,61% | madrelingua tedesca                          |
| 1,97%  | madrelingua italiana                         |
| 0,42%  | madrelingua ladina                           |

### Evoluzione demografica
Abitanti censiti

### Etnie e minoranze straniere
Al 31 dicembre 2015 gli stranieri residenti nel comune sono 60, ovvero il 3,96% della popolazione. Di seguito è riportato il gruppo più consistente:
- Germania, 17 (1,12%)

## Geografia antropica

### Frazioni

#### Croce
Croce (ted. Kreuz) è la frazione più avanzata o esterna nella valle del rio Luson, in direzione per Rodengo, e dal 1975 c'è una strada la quale collega la località con il capoluogo, dove ha sede il comune.

#### Masi
La frazione di Masi (ted. Huben) è posta tra le Fosse di Costa (ted. Gostgraben) e le Fosse di Rio Cavo (ted. Gfasegraben).
Si ritiene che il suo nome derivi probabilmente dai resti dei tanti antichi servizi funerari rinvenuti nella località e i due masi che vi si trovano.

#### Monte
Le fattorie di Monte (ted. Berg) si trovano sopra le frazioni di Croce e di Masi, e arrivano fino ai prati dell'Alpe di Luson.
Nel 1954 fu realizzata una teleferica per il trasporto delle merci, che collegava la località di Monte con il capoluogo comunale di Luson.
Nel 1967/68 venne costruita una funivia per il trasporto di persone, e nel 1968 si è portata a compimento una strada forestale, che è stata sempre più migliorata nel tempo e ampliata di continuo.

Chiesa di S. Nicolò a Pezzè

#### Pezzè
Pezzè (ted. Petschied) è la frazione più arretrata o interna nella Valle di Luson, che si caratterizza per numerose abitazioni di discendenza romanica, e il toponimo della località deriva dal termine latina "picetum", che a sua volta proviene da "picea", nome latino dell'abete, equivalente cioè a 'pianta che produce pece', con il significato perciò di "bosco di abeti rossi".

#### Ronco
La frazione di Ronco (ted. Rungg) si trova sulla fertile conoide alluvionale di Lana di Gorghetto (ted. Gargitter Lahn).
Il toponimo deriva dal sostantivo latino "runcus", il cui nome significa "radura", e dal verbo all'infinito "runcare", che vuol dire "dissodare" la terra, da cui derivano i termini italiani di ronca, roncola e roncare con lo stesso senso.
Ronco è oggi composta da 14 masi chiusi, dacché il maso di Gargitt è stato abbandonato definitivamente verso il 1900.

#### Valletta
La frazione di Valletta (ted. Flitt) aveva in passato un solo unico casale, quello di Flitt, da cui prende il nome, e il toponimo deriva dal termine ladino o romancio dal reto-romanico "ovile, oviletto", che significa infatti stalla delle pecore.
Dal 1971, la vecchia strada mercantile di accesso alla località è stata ricostruita, ampliata e trasformata in una carrozzabile.

#### Villa
La località principale della valle di Luson è chiamata semplicemente Villa (ted. Dorf), che sta per paese o borgo, ed è la più recente frazione del comune di Luson.
I nomi delle case sono quasi esclusivamente di origine tedesca e sono derivati da botteghe o negozi di artigianato.
Nel centro del villaggio, che è stato quasi completamente distrutto da un incendio nel 1921, si trovano la chiesa di San Giorgio e San Chiliano, l'asilo, la scuola e la casa comunale, la sede locale dei Vigili del Fuoco (Freiwillige Feuerwehr), le pensioni turistiche e gli agriturismi, i negozi, le abitazioni residenziali e la canonica della parrocchia.

## Amministrazione
| Periodo | Periodo | Primo cittadino         | Partito | Carica  | Note |
| ------- | ------- | ----------------------- | ------- | ------- | ---- |
| 2005    | 2020    | Josef Maria Fischnaller | SVP     | Sindaco |      |
| 2005    | 2020    | Josef Maria Fischnaller | SVP     | Sindaco |      |
| 2020    |         | Carmen Plaseller        | SVP     | Sindaco |      |

## Curiosità
- Per l'avvento del Santo Natale 2010, il paese di Luson ha donato l'albero di Natale per la piazza San Pietro in Vaticano. L'albero, scelto tra altri 100 esemplari nella tenuta del maso Lengerei 1150 m) di Martin Ragginer, aveva 94 anni di età, era alto 34 metri, con un peso di circa 5 tonnellate, e con circa 300 stelle di paglia di decorazioni. Arrivato in Vaticano il 3 dicembre, veniva consegnato ufficialmente al Pontefice il 17 dicembre assieme a una cinquantina di piccoli arbusti per le decorazioni degli interni.[13][14][15]